# Белковское городище
Белковское городище (укр. Білківське городище) — археологический памятник фортификационного типа, находящийся на территории села Билки Закарпатской области Украины. Следы жизнедеятельности указывают на принадлежность городища к железному веку и раннему средневековью. Благодаря своему расположению на возвышенности вблизи реки Боржавы, данное поселение закрытого типа, вероятно, служило наблюдательным пунктом. Одним из первых, кто обнаружил следы поселения был М. Смишко, возглавивший экспедицию Института общественных наук АН УССР. Последующие исследования А. В. Дзембаса доказывают, что в железном веке были заложены основы городища, которые представляли собой вал и ров овальной формы с одним входом, занимающие площадь 0,12 га. Высота вала достигала 2,2 м, а ширина у основания составляла 6 м. Ров был шириной в 5 м и глубиной в 1,3 м. На территории городища были обнаружены обломки лепной керамики, которые не удалось точно определить. Предположительно их можно отнести к гальштатскому периоду. Также найдены обугленные деревянные конструкции. Городище является одним из перспективных объектов для археологических исследований в своём временном разрезе, хоть и относится к недостоверным. В VIII—IX веках нашей эры это место также послужило основой для славянского городища.